# Русановцы (Хмельницкая область)
Русановцы (укр. Русанівці) — село в Летичевском районе Хмельницкой области Украины.
Население по переписи 2001 года составляло 309 человек. Почтовый индекс — 31535. Телефонный код — 3857. Занимает площадь 1,377 км². Код КОАТУУ — 6823081202.

## Местный совет
31535, Хмельницкая обл., Летичевский р-н, с. Голосков, ул. Центральная, 58